# Elgin (Ohio)
Elgin és una població dels Estats Units a l'estat d'Ohio. Segons el cens del 2000 tenia 50 habitants.

## Demografia
Segons el cens del 2000, Elgin tenia 50 habitants, 19 habitatges, i 15 famílies. La densitat de població era de 83,9 habitants per km².
Dels 19 habitatges en un 31,6% hi vivien nens de menys de 18 anys, en un 63,2% hi vivien parelles casades, en un 21,1% dones solteres, i en un 15,8% no eren unitats familiars. En el 15,8% dels habitatges hi vivien persones soles el 5,3% de les quals corresponia a persones de 65 anys o més que vivien soles. El nombre mitjà de persones vivint en cada habitatge era de 2,63 i el nombre mitjà de persones que vivien en cada família era de 2,88.
Per edats la població es repartia de la següent manera: un 28% tenia menys de 18 anys, un 8% entre 18 i 24, un 34% entre 25 i 44, un 22% de 45 a 60 i un 8% 65 anys o més.
L'edat mediana era de 38 anys. Per cada 100 dones de 18 o més anys hi havia 89,5 homes.
La renda mediana per habitatge era de 38.750 $ i la renda mediana per família de 48.125 $. Els homes tenien una renda mediana de 25.000 $ mentre que les dones 25.417 $. La renda per capita de la població era de 12.022 $. Aproximadament el 18,2% de les famílies i el 22% de la població estaven per davall del llindar de pobresa.

## Poblacions més properes
El següent diagrama mostra les poblacions més properes.